# G5 howitzer
O G5 é um obus de calibre 155 mm designado e desenvolvido na África do Sul pela empresa Denel Land Systems. O design do G5 foi baseado no canadense GC-45 howitzer de 155 mm, que foi totalmente modificado para as condições sul-africanas.

## Variantes
- G5 Mk I
- G5 Mk II
- G5 Mk II
- G5-2000

## Operadores
- África do Sul[1]
- Irão
- Iraque
- Malásia[2]
- Catar[3]

|  |

## História de combate
- Angola: 1982-1987
- Guerra Irã-Iraque: 1980-1988